# Waarom sterven voor Danzig?
"Waarom sterven voor Danzig?" (Frans: Pourquoi mourir pour Danzig?) was een pro-appeasementpolitieke Franse slogan, bedacht door de politicus, schrijver en fascistische sympathisant Marcel Déat.

## Artikel
De uitdrukking is afkomstig uit de titel van het artikel ("Mourir pour Dantzig?") van de Franse neosocialistische schrijver Marcel Déat, gepubliceerd in de Parijse krant L'Œuvre. Het artikel had betrekking op een ultimatum van Nazi-Duitsland aan Polen, die eiste de controle over de Vrije Stad Danzig (tegenwoordig Gdansk) over te dragen aan de Nazi's. Op dit ultimatum reageerde Polen dat het iedere poging tot annexatie met geweld zou beantwoorden. Onder andere Frankrijk en Groot-Brittanië verklaarden hun steun aan Polen.
In zijn artikel pleitte Déat voor appeasement. Want, vroeg Déat zich af, welk Frans belang was er gemoeid bij de Poolse stad? Déat stelde dat het niet in het belang van Frankrijk was om Polen te verdedigen, en dat de Duitse kanselier Adolf Hitler geen verdere territoriale neigingen zou hebben nadat hij het gebied zou ontvangen dat hij (terecht, volgens Déat) eiste. Daarnaast beschuldigde hij Polen ervan oorlogszuchtig te zijn en heel Europa in een oorlog te slepen. Fransen zouden niet moeten sterven voor dit onverantwoorde gedrag. Déat schreef: "Om samen met onze Poolse vrienden te vechten voor de gezamenlijke verdediging van onze territoria, van ons eigendom, van onze vrijheden, is een perspectief dat men moedig kan overwegen, als het moet bijdragen aan het handhaven van de vrede. Maar sterven voor Danzig, welnee!" ( "Mais mourir pour Dantzig, non !" )

## Reactie
In Polen werd de slogan zoals verwacht, zeer negatief ontvangen. Tegenwoordig komt in de Poolse taal de uitdrukking "umierać za Gdańsk" (Sterven voor Danzig) voor, de wordt gebruikt als een soort informele drogreden, die een argument beschreef waar niemand het mee eens zou moeten zijn. Een aantal moderne Poolse bronnen citeren deze slogan en stellen dat het de dominante mening was die door een meerderheid van de Fransen en zelfs de Britten werd gedeeld, en dat de algemene stemming in die landen zodanig was dat hun burgers niet voor hun Poolse bondgenoot wilden vechten. Andere bronnen stellen dat de directe impact van het artikel en de slogan beperkt was. De historicus Thomas Sowell citeert een peiling uit 1939 waaruit bleek dat 76 procent van de Fransen voorstander was van het steunen van het Poolse leger.
Na de Franse nederlaag tegen Duitsland en de oprichting van het Vichy-regime werd Déat een voorstander van het fascisme en een nazi-collaborateur. Hij ging zelfs zo ver dat hij in nazi-Duitsland steun zocht voor zijn eigen fascistische partij, die radicaler was dan het Vichy-regime.      